# Kuno Fencker
Kuno Fencker (født 26. november 1974 in Ilulissat) er en grønlandsk politiker. Han har været stedfortræder i Grønlands parlament, Inatsisartut siden april 2022. Han var først medlem af Naleraq. I 2020 skiftede han parti til Siumut, men skiftede tilbage til Naleraq i 2025.
Kuno Fencker er uddannet transportøkonom (HDO) på Aalborg Universitet og har senere også læst jura (cand.jur.). Han arbejdede for olieselskabet Cairn Energy (en), da han blev valgt til bestyrelsesformand for Royal Arctic Line i 2014. I 2015 stiftede han Aluu Airlines sammen med Pele Broberg og blev marketingdirektør (CCO) for flyselskabet, som aldrig blev aktivt. Han blev afløst som bestyrelsesformand for Royal Arctic Line i 2018.
Ved folketingsvalget i 2019 meldte han sig ind i Partii Naleraq og stillede op til Folketinget sammen med sin forretningspartner Pele Broberg, men begge blev slået af Aaja Chemnitz og Aki-Matilda Høegh-Dam. Fencker er kæreste med sidstnævnte. I februar 2020 anklagede hun og andre kvinder politikeren Mikael Petersen for sexchikane, hvorefter Siumut afskedigede ham som partisekretær. Da Partii Naleraq kort efter ansatte Petersen som partisekretær, forlod Kuno Fencker partiet i begyndelsen af april 2020 og meldte sig ind i Siumut. Han stillede op som kandidat for Siumut ved valget til i Inatsisartut (Grønlands parlament) i 2021 og blev nummer 7. stedfortræder for partiet med 66 stemmer. Han blev stedfortræder i Inatsisartut da 4 medlemmer fra Siumut fik orlov efter at være indtrådt i Regeringen Múte Bourup Egede II i april 2022.
I januar 2025 vakte han opsigt, da han rejste til USA uden sit partis godkendelse og mødtes med blandt andet republikaneren Andy Ogles for at tale om Grønlands fremtid. Efter at han blev kritiseret af blandt andet Aaja Chemnitz, anmeldte han hende til politiet for æreskrænkelse. 3. februar krævede den lokale Siumut-afdeling i Nuuk offentligt hans eksklusion fra partiet, men det blev ikke gennemført trods kritik fra partiledelsen. Ikke desto mindre meddelte han selv to dage senere, at han overvejede at forlade partiet, Hans forlovede Aki-Matilda Høegh-Dam forlod Siumut yderligere to dage senere og meldte sig efterfølgende meldte sig ind i Naleraq. Kuno Fencker vendte også tilbage til sit gamle parti den 11. februar.